# M3 (kulsprutepistol)
M3 (även kallad Grease Gun efter vapnets likhet med en smörjspruta) är en amerikansk kulsprutepistol i kaliber .45 ACP (11,43 mm) utvecklad 1942 av George J. Hyde för den amerikanska armén. Vapnet var tänkt att ersätta Thompson som reglementerad kulsprutepistol eftersom Thompson var tung och dyr att tillverka. År 1944 ersatte M3 helt och hållet Thompson. M3 kunde snabbt konverteras från kaliber .45 till 9 mm Parabellum, vilket gjorde att erövrad tysk ammunition kunde användas. Till det yttre påminner vapnet om tyska MP 40. Vapnet bygger på MP 40 och brittiska Sten Mk.II.